# Buonalbergo
Buonalbergo es una localidad y comune italiana de 1.852 habitantes, ubicada en la provincia de Benevento (una de las cinco provincias de la región de Campania). 

## Demografía
| Gráfica de evolución demográfica de Buonalbergo entre 1861 y 2001 |
|                                                                   |
| Fuente ISTAT - elaboración gráfica de Wikipedia                   |